# Méneslies
Méneslies é uma comuna francesa na região administrativa de Altos da França, no departamento de Somme. Estende-se por uma área de 4,04 km². Em 2010 a comuna tinha 314 habitantes (densidade: 77,7 hab./km²).